# Tomocichla asfraci
Espèce
Tomocichla asfraci est un poisson dulçaquicole de la famille des cichlidés.

## Distribution
Cette espèce se rencontre au Panama.

## Description
Tomocichla asfraci mesure jusqu'à 25 cm.

## Référence
- Allgayer, 2002 : Un Cichlidé nouveau du genre Tomocichla Regan, 1908 (Perciformes:Labroidei) du Rio Guarumo, Panama. L’an Cichlidé, vol. 2, p. 32-36.